# Fabri István
Fabri István, Fábri, Fábry (Hrussó, 1751. december 26. – Pozsony, 1817. március 16.) evangélikus líceumi tanár.

## Élete
Fabri János posztószövő és Csernoch Katalin fia volt. 1762-től az eperjesi evangélikus kollégiumban tanult, ahol fenntartásáról és neveléséről nagybátyja, az ottani evangélikus püspök, Fabri Gergely gondoskodott. 1771-ben Késmárkra ment, hogy Benczur József történeti előadásait hallgassa, és a német nyelvben gyakorolja magát. 1772-ben Lőcsén Chrastina Illéstől a bölcseletet hallgatta, innét két év múlva tanítványával, Liedemann Mártonnal Debrecenbe ment, hol szintén eljárt a főiskolába és a magyar nyelvet tanulta. 1776-ban Sopronba ment, ahol két évig tanult. 1778-ban Altdorfban Doederlein tanárt hallgatta és 1779 téli félévben a jénai egyetemen tanult, ahol Griesbach, Eichhorn, Wideburg és Ulrich voltak tanárai. 1781-ben tért vissza hazájába, majd Dessewffy Tamás házánál nevelő lett. 1784-ben a modori  evangélikus gimnáziumhoz nevezték ki tanárnak és onnan 1786-ban a pozsonyihoz hívták meg.
1789. február 2-án nőül vette Beyer Tereziát, kitől öt lánya s egy fia született. Tudománya különösen a hazai történelemben és statisztikában tűnt ki. Tanításának könnyű modora, a könyvtár szaporítása, az alumneum és convictus gyarapítása körül szerzett a Pozsonyi Evangélikus Líceumnál érdemeket. A folytonos tanulás aláásta egészségét, 1791-től csaknem folytonosan betegeskedett; a sors csapásai, méltatlankodások és üldözések elfásították kedélyét. Többek közt 1802-ben két tanítványa meglopta, 2500 forintot vittek el tőle, az összeg nagyobb része idegenek pénze volt és így részben neki kellett megfizetnie; egy másik tanítványa pedig nemcsak szemben, de írásban és 1807-ben a jénai Literaturzeitung Intelligenzblattjában aljasan és méltatlanul támadta őt meg. 1795-től 1803-ig a líceum rectora volt.

## Munkái
Monumentum pietatis, quod dum sacra semi-secularia in memoriam Joannis Jeszenák de Királyfia, et ab eo conditi ante 50 annos nobilis convictus ejusdem socii, et gymnasii aug. conf. Posoniensis cives anno 1800. die 15. Januarii laeti gratique celebrarunt hujus convictus ephorus S. F. cum suis collegis posuit. Posonii, 1800  (A szerző rézmetszetű arcképével)
Még több alkalmi munkája is jelent meg.
(Kéziratban maradtak a hazai történelemre, s egyházi statisztikára vonatkozó munkái.)